# 衛生福利部 (中華民国)
衛生福利部（えいせいふくりぶ）は、中華民国の公衆衛生、社会福利及び社会福祉に関する業務全般を担当する省。日本の旧厚生省（現在の厚生労働省医政局・健康局・老健局等）に相当する。前身が行政院衛生署、2013年（平成25年）7月23日に部に昇格した。

## 沿革
昇格前に候補として挙がっていた名称は「衛生福利部」「厚生部」「社会福利曁衛生部」「社会福利曁労動部」などだった。
- 1928年4月	「内政部衛生司」として成立
- 1928年11月	「衛生部」と改称
- 1931年4月	「内政部衛生署」と改称
- 1936年11月	「行政院衛生署」と改称
- 1938年4月	「内政部衛生署」と改称
- 1940年4月	「行政院衛生署」と改称
- 1947年5月	「衛生部」と改称
- 1949年5月	「内政部衛生署」と改称
- 1949年8月	「内政部衛生司」と改称
- 1971年3月17日	「行政院衛生署」と改称
- 2013年7月23日	「衛生福利部」と昇格

## 組織

### 幹部
- 衛生福利部部長
- 衛生福利部副部長
- 主任秘書
- 技監参事

### 内部部局
| - 総合規画司 - 社会保険司 - 社会扶助及社工司 - 保護サービス司 - 護理と健康照護司 - 医事司 - 心理と口腔健康司 - 中医薬司 - 介護司 | - 統計処 - 情報処 - 秘書処 - 人事処 - 政風処 - 会計処 | - 国際合作組 - 法規會 - 全民健康保険会爭議審議会 - 全民健康保険会 - 附属医療及社会福利機構管理会 - 国民年金監理会 - 衛生福利人員訓練センター |

### 所属機関（外局）
- 疾病管制署（CDC）
- 中央健康保険署（中国語版）（NHIA）
- 国民健康署（中国語版）（HPA）
- 食品薬物管理署（中国語版）（Food and Drug Administration, 通称TFDA）
- 社会及家庭署（中国語版）（SFAA）

### 所管財団法人
- 器官捐贈移植登録センター
- 医院評鑑医療品質策進会
- 医薬品査験センター
- 国家衛生研究院
- 薬害救濟基金会

### その他、所属病院
- 国家中医薬研究所
- 衛生福利部所属病院－基隆病院、台北病院、雙和病院、桃園病院、苗栗病院、豐原病院、台中病院、彰化病院、南投病院、嘉義病院、朴子病院、新營病院、台南病院、旗山病院、屏東病院、恆春旅遊病院、花蓮病院、台東病院、澎湖病院、金門病院、八里療養院、桃園療養院、草屯療養院、嘉南療養院、玉里病院、樂生療養院、胸腔病院。

## 歴代の長

### 衛生署署長
|    | 氏名   | 着任日        | 退任日        |
| -- | ------ | ------------- | ------------- |
| 1  | 顔春輝 | 1971年3月17日 | 1974年6月24日 |
| 2  | 王金茂 | 1974年6月25日 | 1981年5月8日  |
| 3  | 許子秋 | 1981年5月9日  | 1986年1月13日 |
| 4  | 施純仁 | 1986年1月14日 | 1990年6月1日  |
| 5  | 張博雅 | 1990年6月2日  | 1997年8月31日 |
| 6  | 詹啓賢 | 1997年9月1日  | 2000年5月19日 |
| 7  | 李明亮 | 2000年5月20日 | 2002年8月31日 |
| 8  | 涂醒哲 | 2002年9月1日  | 2003年5月17日 |
| 9  | 陳建仁 | 2003年5月18日 | 2005年2月16日 |
| 10 | 侯勝茂 | 2005年2月17日 | 2008年5月19日 |
| 11 | 林芳郁 | 2008年5月20日 | 2008年9月26日 |
| 12 | 葉金川 | 2008年9月26日 | 2009年8月6日  |
| 13 | 楊志良 | 2009年8月6日  | 2011年1月31日 |
| 14 | 邱文達 | 2011年2月1日  | 2013年7月22日 |

### 衛生福利部部長
|      | 氏名   | 着任日         | 退任日         |
| ---- | ------ | -------------- | -------------- |
| 1    | 邱文達 | 2013年7月23日  | 2014年10月3日  |
| 代理 | 林奏延 | 2014年10月3日  | 2014年10月21日 |
| 2    | 蔣丙煌 | 2014年10月22日 | 2016年5月19日  |
| 3    | 林奏延 | 2016年5月20日  | 2017年2月7日   |
| 4    | 陳時中 | 2017年2月8日   | 2022年7月17日  |
| 5    | 薛瑞元 | 2022年7月18日  |                |